# Köszönjük, hogy rágyújtott!
Köszönjük, hogy rágyújtott! (eredeti cím: Thank You for Smoking) 2005-ben bemutatott filmszatíra Jason Reitman rendezésében. A történet alapját a filmmel azonos című regény adta. A filmcím a jól ismert „Thank You for Not Smoking” („Köszönjük, hogy nem dohányzik”) figyelmeztető felirat kifigurázása.

## Cselekmény
Nick Naylor a dohányipar lobbistája, és mint ilyen, alelnöke és sajtószóvivője a „Dohányzáskutató Központnak”, amelyet az amerikai dohányipari vállalatok alapítottak és finanszíroznak. Munkája részeként Naylor talkshow-kban lép fel és előadásokat tart, ahol lekicsinyli és okosan relativizálja a dohányzás egészségügyi kockázatait. Ennek során büszke a tehetségére, de azt is újra és újra világossá teszi, hogy szerinte ez a munka fontos a multinacionális vállalatok védelme érdekében. Szabadidejében rendszeresen találkozik két másik elfoglalt lobbistával (az alkohollobbi egyik képviselőjével és egy fegyverlobbistával), ahol kötetlen légkörben vitatják meg munkájukat, és többek között arról vitatkoznak, hogy kinek van nehezebb dolga, és kinek kell a legtöbb halált igazolnia.
Nick Naylor a Joan Lunden Show című műsorban is megmutatja tehetségét, amikor a kritikus tévénézőknek elmagyarázza, hogy a dohányipar ellenfelei valójában a rosszfiúk, míg a dohányipar azt akarja, hogy ügyfelei sokáig éljenek és tovább dohányozzanak.
Naylor legbefolyásosabb ellenfele a nyilvános vitában Ortolan Finistirre Vermont szenátora, aki szintén PR-kampányt folytat, de a dohányzás ellen. Naylor javaslatára egy dohányipari vállalat vezetője úgy dönt, hogy a hollywoodi filmekben ügyesen elhelyezett jeleneteken keresztül fényezi a dohányzás imázsát. Az ő nevében Naylor üzletet köt egy filmproducerrel, hogy a cigaretta szerepeljen egy hamarosan megjelenő filmben. Megvesztegeti a Marlboro Man-t korábban játszó férfit is, aki rákos, hogy ne beszéljen negatívan a dohányiparról a nyilvánosság előtt.
Egy tévéadás során Naylort egy ismeretlen személy halálosan megfenyegeti. Nem sokkal később Naylort elrabolják. Az egész testét számos nikotintapasz borítja, és nikotintúladagolásban szenved, amelybe majdnem belehal. A kórházban közlik vele, hogy a nikotinmérgezés után a szervezete túlérzékeny lett a nikotinra, és hogy már egyetlen cigaretta is megölheti, mire ő abbahagyja a dohányzást.
Heather Holloway újságírónő, aki egy interjú során találkozik Naylorral, elcsábítja őt, majd később közzéteszi mindazokat az információkat, amelyeket bizalmasan elárult neki az ágyban. 
Naylort ezt követően a dohányipari vállalat kirúgja. 
Azonban képes talpra állni fia, Joey segítségével, aki emlékezteti őt arra, amihez a legjobban ért: ügyes beszéddel meggyőzni és PR-t csinálni. Naylor újra PR-ügybe kezd, és nyilvánosan leleplezi az újságírót.
Végül az USA szenátusi vizsgálóbizottsága elé áll a régóta kerülgetett meghallgatással, és olyan remek teljesítményt nyújt, hogy régi munkaadója újra fel akarja venni, de Naylor ezt visszautasítja. Ez okos döntésnek bizonyul, mivel a dohányipart hamarosan hatalmas kártérítés megfizetésére kötelezik, és a „kutatóközpontot”, Naylor korábbi munkahelyét bezárják.
Finistirre végül azzal fokozza a dohányipar elleni kampányát, hogy a klasszikus filmekből is el akarja távolíttatni a cigarettát digitálisan. Egy kritikus újságírónak elmagyarázza, hogy ezzel nem megváltoztatja, hanem javítja a történelmet.
Naylor később saját önálló vállalkozóként a Naylor Strategic Relations ügynökséggel foglalkozik, és cégeknek ad tanácsokat. Például tanácsokat ad a mobiltelefon-szolgáltatók vezetőinek, hogyan lehet a legjobban tagadni és kétségbe vonni a mobiltelefon-sugárzás és az agydaganatok közötti kapcsolatot.

## Szereplők
| Szerep                          | Színész         | Magyar hang     |
| ------------------------------- | --------------- | --------------- |
| Nick Naylor                     | Aaron Eckhart   | Stohl András    |
| Polly Bailey                    | Maria Bello     | Götz Anna       |
| Joey Naylor, Nick fia           | Cameron Bright  | Penke Bence     |
| Jack                            | Adam Brody      | Czető Roland    |
| Jill Naylor, Nick volt felesége | Kim Dickens     | Árkosi Kati     |
| Doak Boykin, a "Kapitány"       | Robert Duvall   | Szersén Gyula   |
| Lorne Lutch                     | Sam Elliott     | Kristóf Tibor   |
| Heather Holloway riporter       | Katie Holmes    | Zsigmond Tamara |
| Bobby Jay Bliss                 | David Koechner  | Besenczi Árpád  |
| Ron Goode                       | Todd Louiso     | Rába Roland     |
| Jeff Megall                     | Rob Lowe        | Papp Dániel     |
| Ortolan K. Finistirre szenátor  | William H. Macy | Harsányi Gábor  |
| Budd "BR" Rohrabacher           | J. K. Simmons   | Bácskai János   |

## Érdekességek
- Egyetlen szereplő sem cigarettázik a filmben. Egy alkalommal Nick rá akar gyújtani, de üres a cigarettásdoboza.
- Amikor Nick Naylor Los Angelesbe utazik, hogy ott egy filmes reklámszakemberrel tárgyaljon a cigarettázás népszerűsítéséről az amerikai filmekben, a reklámszakember valamikor késő éjszaka felhívja Nicket és megjegyzi, hogy „Tokióban hajnali négy óra van, egy új nap kezdete”. Ez tárgyi tévedés lehet, mivel Tokió és Los Angeles között 16 óra az időkülönbség,[1] tehát Los Angelesben este 8 órának kellene lennie, de a valóságban ennél későbbi időpontról van szó.

## Fordítás
- Ez a szócikk részben vagy egészben  a   Thank You for Smoking című német Wikipédia-szócikk fordításán alapul.  Az eredeti cikk szerkesztőit annak laptörténete sorolja fel. Ez a jelzés csupán a megfogalmazás eredetét és a szerzői jogokat jelzi, nem szolgál a cikkben szereplő információk forrásmegjelöléseként.